# Ministerstwo Hutnictwa i Przemysłu Maszynowego
Ministerstwo Hutnictwa i Przemysłu Maszynowego – polskie ministerstwo istniejące w latach 1981–1987, powołane w celu kierowania i zarządzania całokształtem spraw związanych przemysłem hutniczym i maszynowym. Minister był członkiem Rady Ministrów.
  

## Powołanie urzędu
Na podstawie ustawy z 1981 r. o utworzeniu urzędu Ministra Hutnictwa i Przemysłu Maszynowego ustanowiono nowy urząd.

## Ministrowie
- Zbigniew Szałajda (1981–1982)
- Edward Łukosz (1982–1984)
- Janusz Maciejewicz (1984–1987)

## Zakres działania urzędu
Na podstawie rozporządzenia Rady Ministrów z 1982 r. do zakresu działania Ministra Hutnictwa i Przemysłu Maszynowego należały sprawy:
- produkcji hutnictwa żelaza, stali i metali nieżelaznych,
- wydobycia i przetwórstwa rud metali,
- przemysłu materiałów ogniotrwałych,
- przemysłu koksowniczego i elektrod węglowych,
- topników hutniczych,
- budowy statków i okrętów,
- produkcji maszyn ciężkich,
- produkcji maszyn i innych urządzeń technicznych dla: energetyki, hutnictwa, odlewnictwa i górnictwa rud, budownictwa, przemysłu chemicznego, przemysłu lekkiego, przemysłu spożywczego, rolnictwa i handlu,
- produkcji obrabiarek i narzędzi, urządzeń technologicznych, precyzyjnych elementów maszyn,
- produkcji urządzeń chłodniczych, wyrobów instalacyjnych, metalowych i odlewniczych,
- produkcji taboru kolejowego, sprzętu lotniczego, motoryzacyjnego, ciągników i silników,
- produkcji wyrobów elektrotechnicznych i kablowych oraz akumulatorów i baterii,
- produkcji sprzętu elektronicznego rynkowego i profesjonalnego, teletechnicznego, materiałów i podzespołów elektronicznych, źródeł światła, opraw oświetleniowych, osprzętu elektrotechnicznego, sprzętu optycznego i medycznego, urządzeń do automatycznego przetwarzania informacji, automatyki i aparatury kontrolno-pomiarowej,
- produkcji sprzętu gospodarstwa domowego, wyrobów jubilerskich, nakryć stołowych i platerów oraz sprzętu turystycznego i rekreacyjnego, rowerów, motorowerów i motocykli,
- usług motoryzacyjnych dla ludności oraz innych usług w zakresie określonym w odrębnych przepisach,
- prac geologicznych w zakresie określonym w przepisach szczególnych,
- realizacji zadań obronnych.

## Zniesienie urzędu
Na podstawie ustawy z 1987 r. o utworzeniu urzędu Ministra Przemysłu zniesiono urząd Ministra Hutnictwa i Przemysłu Maszynowego.